# 方君磊
方君磊（1992年8月3日—），湖南株洲人，中国前男子篮球运动员。2014年，他被重庆翱龙篮球俱乐部选中，当选为CBA选秀状元，成为中国男子篮球职业联赛历史上第一位选秀状元。其职业生涯仅出战一场比赛，于2016年宣布退役，现为某新华书店员工。

## 外部連結
- 方君磊在fiba3x3.com（英语）
- 方君磊在中国男子篮球职业联赛官網
- 方君磊在Basketball-Reference.com（國際）（英语）
- 方君磊在Eurobasket.com（球員）（英语）
- 方君磊在Proballers（英语）
- 方君磊在RealGM（球員）（英语）
- 方君磊在中国篮球数据库